# راتينجية ليكيانغ

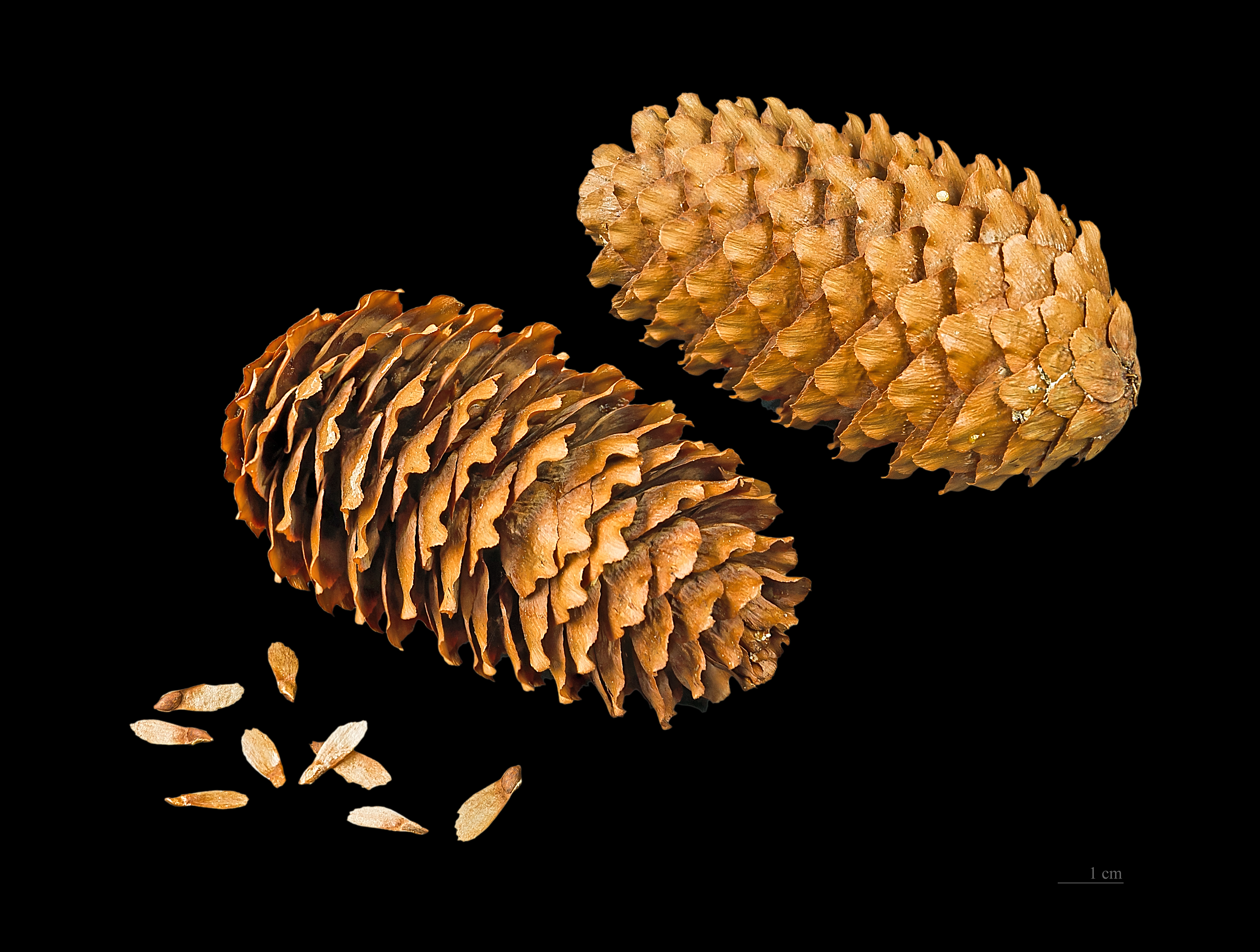
Picea likiangensis

راتينجية ليكيانغ أو الراتنج الليكيانغي نوع شجري يتبع جنس الراتينجية من الفصيلة الصنوبرية.

## البيئة والانتشار
ينتشر في مقاطعة ليكيانغ في الصين.